# 1994 nos jogos eletrônicos
Esta página reúne acontecimentos na área de jogos eletrônicos no ano de 1994.

## Consoles lançados
- Playstation 1
- Sega Saturn

## Jogos lançados

### Mega Drive
- Sonic The Hedgehog 3
- Sonic & Knuckles
- Mortal Kombat II
- Super Street Fighter II
- Road Rash 3
- Mega Man: The Wily Wars

### Sega CD
- Dragon's Lair

### Super Nintendo
- Aero the Acro-Bat 2
- The Great Circus Mystery: Starring Mickey Mouse
- Mickey Mania
- Mario's Time Machine
- Donkey Kong Country
- Super Metroid
- Killer Instinct
- Mortal Kombat II
- Super Street Fighter II
- Mega Man X
- Mega Man Soccer
- Earthworm Jim
- FIFA Soccer
- Bubsy 2
- The Lion King
- Vortex
- Street Racer
- Stunt Race FX
- Super Bomberman 2

### Neo-Geo
- The King of Fighters '94
- Samurai Shodown II

### 3DO
- Out of This World
- Space Ace

### Arcades
- Super Street Fighter II Turbo
- Darkstalkers